# Vitellion

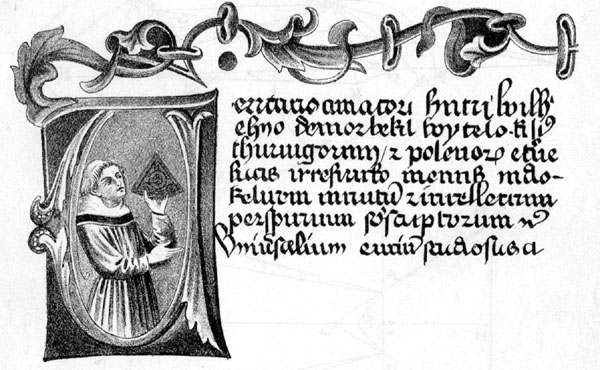
Page d'un manuscrit de De Perspectiva de Vitellion avec une miniature montrant l'auteur, fin du XIIIe siècle.

Vitellion - dont le nom apparaît sous les différentes formes Erazmus Ciolek Witelo, Witelon, Vitellio, Vitello, Vitello Thuringopolonis, Erazm Ciołek, (né vers 1230 à Legnica, en Basse-Silésie ; † après 1280 et avant 1314), est un moine de Silésie qui se consacra particulièrement à la philosophie naturelle. Il est surtout connu par son traité d'optique, De perspectiva.

## Biographie
Vitellion était le fils d'un résident de Thuringe et d'une noble polonaise : lui-même se présente dans ses livres comme Turingorum et Polonorum filius. Il fréquenta l'université de Padoue vers 1260, puis voyagea à Viterbe. Il se lia d'amitié avec Guillaume de Moerbeke, le traducteur d'Aristote. Le traité d'optique, Perspectiva, qu'il composa sans doute entre 1270 et 1278, est dédié à Guillaume de Moerbeke. Un manuscrit de la Perspectiva retrouvé à Berne attribue l'ouvrage à un Magister Witelo de Viconia, ce qui tend à montrer que Vitellion aurait été un frère du monastère des Prémontrés de Vicogne en Hainaut.

## Œuvres
Dans la préface de sa Perspectiva, Vitellion mentionne les traités qu'il a déjà écrits. La plupart sont aujourd'hui considérés comme perdus, bien qu'on ait retrouvé De Natura Daemonum et De Primaria Causa Paenitentiae.
Le traité le plus connu de Vitellion est le De Perspectiva, publié à Nuremberg en 1535 et 1551, puis à Bâle en 1572 par Friedrich Risner. Ce dernier éditeur mentionne en préambule de son édition que Vitellion « vivait environ trois cents ans avant ».
Le De Perspectiva existait sous forme de codex. Au XIXe siècle, dans ses Memoirs of the Dukes of Urbino, James Dennistoun affirme que la bibliothèque du Duc d'Urbino renferme une copie du De Perspectiva de Vitellion. Ce manuscrit se trouve actuellement à la Bibliothèque apostolique vaticane.

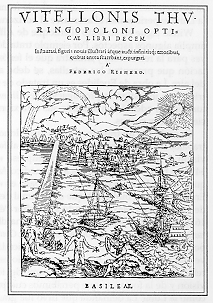
Frontispice des Vitellonis Thuringopoloni opticæ libri decem : il représente Archimède incendiant la flotte de Marcellus avec un miroir ardent.

Au plan de l'optique proprement dite, le De Perspectiva emprunte largement au médecin érudit arabe Alhazen, et c'est essentiellement par le livre de Vitellion que les travaux d'Alhazen seront connus à la Renaissance, en particulier par Johannes Kepler. Le De Perspectiva aborde aussi des questions de psychologie, comme l'association d'idées et le subconscient.
Le traité De Perspectiva aborde également la métaphysique platonicienne : Vitellion y affirme l'existence de corps et d'idées, liés par la causalité (en accord avec la doctrine idéaliste de l'universel et de l'actuel), émanant de Dieu comme une lumière divine. La lumière est, pour Vitellion, la première des entités sensibles, et ses idées sur la lumière sont conformes à celles de Roger Bacon. Vitellion distingue, notamment, la lumière divine (Dieu) de la lumière physique (la manifestation de Dieu).

## Postérité
La postérité de Vitellion est considérable dans la mesure où son traité est le premier ouvrage à traiter quantitativement du phénomène de réfraction de la lumière dans différents milieux, alors qu'avant lui seule la réflexion lumineuse paraissait susceptible d'une étude géométrique. Ses mesures seront reprises systématiquement par Johannes Kepler et Thomas Harriot, jusqu'à la formulation de la loi de Snell et Descartes. À ce titre, la diffusion de la Perspectiva marque un jalon important dans la naissance d'une science expérimentale et quantitative.